# Tatort: Winternebel
Winternebel ist die 919. Folge der Fernseh-Krimireihe Tatort und der 27. Fall mit Blum/Perlmann als Ermittlerteam. Der Film wurde vom Südwestrundfunk gemeinsam mit dem Schweizer Radio und Fernsehen produziert und am 5. Oktober 2014 zum ersten Mal in Deutschland, Österreich und der Schweiz gesendet.
In dem Fall geht es um zwei Todesfälle, die mit der aktuellen Entführung einer jungen Frau und einem Entführungs- und Mordfall in der Schweiz vor einigen Jahren zusammenhängen.

## Handlung
Ein Mann kommt mit seinem Auto von der Straße ab, sein Wagen überschlägt sich und stürzt eine kleine Waldböschung hinunter. Der Fahrer überlebt verletzt und klettert aus seinem Wagen. Er weiß, dass er immer noch verfolgt wird, und trotz einer schweren Verletzung am Bein versucht er zu fliehen. Der Verfolger kann den verletzten Mann stellen, es ist Matteo Lüthi, Blums Kollege aus der Schweiz, mit dem sie in vergangenen Fällen schon des Öfteren zusammengearbeitet hat. Er fragt den Flüchtigen, warum er das getan habe, „er sei doch erst drei gewesen“. Dann fällt ein Schuss und der Flüchtige ist tot. Als Kommissarin Blum am Tatort, der auf deutschem Boden liegt, eintrifft, erklärt Lüthi, dass er in Notwehr gehandelt und der Mann zuerst geschossen habe. Er erklärt, dass der Mann Beat Schmeisser heißt und vor Jahren in einem Entführungsfall einen dreijährigen Jungen getötet hat. Schmeisser sei bei einer Verkehrskontrolle erkannt worden und geflüchtet, weshalb er (Lüthi) die Verfolgung aufgenommen und ihn schließlich gestellt habe. Schmeisser habe zuerst geschossen und er habe dann zurückgefeuert und ihn tödlich getroffen. Eine Waffe von Schmeisser wird allerdings nicht gefunden. Lüthi wird vom Dienst suspendiert und ein Ermittlungsverfahren gegen ihn eingeleitet, da an Schmeissers Leiche keine Schmauchspuren festgestellt werden können.
Perlmann wird unterdessen zu einer anderen Stelle des Sees gerufen, dort wurde die Leiche von Markus Söckle, einem Mitarbeiter der Stadtwerke Konstanz, gefunden. Perlmann sucht Heike Söckle auf, die ihren Mann zuvor als vermisst gemeldet hatte. Ihr Mann, der bei der Bodenseeschifffahrt als Maschinist gearbeitet hatte, sei seit zwei Tagen nicht mehr zu Hause aufgetaucht. Perlmann informiert sie darüber, dass er ertrunken sei, nachdem er mit einer Kopfverletzung ins Wasser gestürzt war. Von Söckles Kollegen erfährt Perlmann, dass Söckle sich am Abend, an dem er verschwand, mit einer jungen Frau unterhielt, die er wohl flüchtig kannte. Im Spind des Toten wird eine Hotelrechnung gefunden. Heike Söckle sagt daraufhin, dass sie ihn rausgeschmissen habe, weil sie eifersüchtig war und er ihren Hochzeitstag vergessen hatte.
Sylvio Fini bedroht sein Entführungsopfer, Anna Wieler, die Tochter des reichen Bauunternehmers Reto Wieler. Er fühlt sich von ihren Eltern, die er erpresst, hintergangen. Entgegen der Absprache hätte ihn die Polizei bei der Geldübergabe erwartet. Anna sagt, sie sei ihren Eltern gleichgültig und ihr Tod würde diese nicht bestrafen. Er solle doch seine Lösegeldforderung von ein auf zwei Millionen verdoppeln. Daraufhin lässt er von ihr ab. Er ruft Reto Wieler an und informiert diesen über die Verdopplung des Lösegelds, da aufgrund der Polizeikontrolle sein Komplize nun tot sei. Frau Wieler möchte endlich die Polizei einschalten, aber ihr Mann, der von Anfang an entschieden hat, die Polizei nicht zu verständigen, hält sie auch dieses Mal davon ab.
Lüthi, der an den Ermittlungen im Entführungsfall eines dreijährigen Jungen vor vier Jahren involviert war, erzählt Blum, dass DNA-Spuren Schmeissers an der Kinderleiche gefunden wurden. Die Indizien hatten jedoch nicht ausgereicht, um Schmeisser vor Gericht zu bringen. Seitdem versucht er, neue Beweise gegen den Mann zu finden, und als dieser zufällig in ihre Verkehrskontrolle geraten ist, hat er versucht, seine Chance zu nutzen. Lüthi vermutet, dass ein Komplize Schmeissers auf ihn geschossen haben müsste, wenn keine Schmauchspuren gefunden worden seien. Außerdem vermutet er eine weitere Entführung durch Schmeisser und seinen Komplizen. Aufgrund des Verdachts von Lüthi lässt Blum alle ungeklärten Kriminalfälle der letzten zwei Wochen untersuchen.
Unterdessen kann ermittelt werden, dass Schmeisser mit einem Komplizen in der Nähe telefoniert haben muss. Möglicherweise ist dieser mit einem Boot auf dem See unterwegs gewesen. Da Söckle sehr wahrscheinlich auf einem Boot niedergeschlagen und dann ins Wasser geworfen wurde, vermuten Perlmann und Blum einen Zusammenhang zwischen beiden Toten. Blum kann anhand Schmeissers Handyaktivitäten dessen Weg seit der Verkehrskontrolle zurückverfolgen. Zusammen mit ihrem Kollegen Lüthi, dessen Suspendierung aufgehoben wurde, sieht sie die Videoaufzeichnungen einer Überwachungskamera durch. Dort können sie Schmeisser entdecken, wie er mit einer Tüte, in der die Beamten Lösegeld vermuten, in sein Auto steigt.
Während Blum mit Lüthi unterwegs ist, fischen Perlmann und seine Schweizer Kollegin Eva Glocker ein buntes Fahrrad aus dem Bodensee. Söckles Kollegen bestätigen, dass dies der jungen Frau gehörte, mit der sich Söckle unterhalten hatte. Am Ufer finden sie eine Mütze, die offensichtlich Söckle gehörte, sodass dies der Ort sein könnte, an dem er niedergeschlagen wurde. Die Beamten vernehmen Heike Söckle, deren Alibi geplatzt ist. Sie erkennt Schmeisser zufällig auf einem Fahndungsfoto. Er hätte in einem Auto am Hafen gewartet, wo auch sie auf der Suche nach ihrem Mann war, den sie dann in Begleitung einer jungen Frau gesehen hat. Daraufhin wollte sie ihn zur Rede stellen, aber letztendlich haben sie wieder nur gestritten und dann sei ihr Mann mit der jungen Frau verschwunden.
Die Beamten mutmaßen, dass Schmeisser und sein unbekannter Komplize Söckle getötet haben, um die junge Frau zu entführen. Perlmann macht unterdessen Anna Wieler als Eigentümerin des im Bodensee gefundenen Fahrrads ausfindig. In der Wohnung finden sie Spuren, die darauf verweisen, dass die junge Frau plötzlich und unerwartet verschwunden sein muss. Daraufhin suchen Blum und Lüthi die Eltern von Anna Wieler auf. Diese behaupten, ihre Tochter sei in Australien im Urlaub und sie stünden mit ihr in Kontakt. Den Verdacht der Beamten, ihre Tochter sei entführt worden, wiegelt das Ehepaar ab. Selbst nachdem Blum ihnen erklärt, dass nach ihrer Recherche keine Fluglinie eine Anna Wieler als Passagierin nach Australien aufweist, leugnen sie, dass ihre Tochter entführt worden wäre. Perlmann und Glocker können Zeugen ausmachen, die Anna Wielers plötzliches Verschwinden bestätigen. Zudem seien bei dem Tierasyl, in dem Anna aushilft, vor zwei Wochen zwei Männer aufgetaucht. Auf einen der beiden passt die Beschreibung von Schmeisser. Sie bekommen einen Hinweis auf den benachbarten Campingplatz. Dort steht nur ein Wohnwagen, der teilweise ausgebrannt ist. In dem Wohnwagen finden die Beamten Spuren, dass Anna Wieler sich dort aufgehalten haben muss. Die Schweizer Beamten können damit eine Telefonüberwachung der Wielers erwirken. Zusätzlich gelingt es Perlmann, Wieler, der noch immer jegliche Kooperation mit der Polizei ablehnt, sein Handy ins Auto zu legen, sodass er ihn auch darüber belauschen kann.
Lüthi gelingt es, ein wenig das Vertrauen von Frau Wieler zu erlangen. So gibt sie endlich zu, dass ihre Tochter entführt worden ist. Die Stimme des Erpressers kenne sie aber nicht. Als er sie nach dem Übergabeort des Geldes fragen will, kommt Herr Wieler nach Hause, sodass Lüthi gehen muss, ohne weitere Informationen erhalten zu haben. Perlmann erfährt am nächsten Tag von Frau Wieler, dass eine neue Geldübergabe stattfinden soll. In der Konstanzer Altstadt können die Beamten Reto Wieler und Sylvio Fini bei der Geldübergabe beobachten, allerdings verlieren sie Fini aus den Augen. Wieler ist nun endlich bereit, Hinweise zu geben, die zu dem Versteck von Anna Wieler führen. Diese versucht mittlerweile zu fliehen, und da Fini deshalb auf sie schießt, werden die Beamten auf die beiden aufmerksam. Anna flieht in das angrenzende Waldstück, doch als Fini sie einholt, ist auch Lüthi zur Stelle mit feuerbereiter Pistole. Er zögert aber dieses Mal und so kann ihn Fini niederschlagen. Klara Blum stoppt den Flüchtenden mit einem Beinschuss und er wird festgenommen. Annas Vater eilt herbei und will wissen, wo seine Tochter ist und natürlich sein ganzes Lösegeld.
Anna nutzt eine Gelegenheit, die zuvor von Lüthi auf einem Polizeiauto abgestellte Plastiktüte mit dem sichergestellten Lösegeld – von allen unbemerkt – an sich zu nehmen und ihrem verhassten Vater unerkannt zu entfliehen. Sie steigt am Grenzübergang Tägerwilen in ein Auto und fährt per Anhalter mit ungewissem Ziel davon.

## Hintergrund
Winternebel wurde in Konstanz und Umgebung und in Baden-Baden unter dem Arbeitstitel Winterliebe gedreht.
Der in dem Film von Lüthi geschilderte zurückliegende Entführungsfall erinnert von der Auffindesituation an den Entführungsfall Ursula Herrmann, aber auch an den Fall des ermordeten Frankfurter Bankierssohns Jakob von Metzler.

## Rezeption

### Einschaltquoten
Bei seiner Erstausstrahlung am 5. Oktober 2014 wurde die Folge Winternebel in Deutschland von 9,42 Millionen Zuschauer gesehen, was einem Marktanteil von 26,40 Prozent entsprach.

### Kritik
Bei der Frankfurter Allgemeinen urteilt Heike Hupertz: „‚Winternebel‘ ist ein klassischer Krimi. Zur Spannungsökonomie gehört, dass der Zuschauer den Kommissaren immer einen Schritt voraus ist. Im Gegensatz zum letzten Schweizer ‚Tatort‘, der nicht zuletzt durch die Synchronisation verlor, dürfen diesmal die Schweizer Kollegen dankenswerterweise ihr Idiom sprechen. Und die Konstellation Blum und Lüthi funktioniert auch immer besser.“
„Dass es der Zuschauer von Anfang an besser weiß, tut der gradlinig und zügig erzählten Story (mit nettem Finalgag) keinen Abbruch“, fand die TV Spielfilm und urteilte: „Trotz des Nebels eine ziemlich klare Sache“.
Wobei die Süddeutsche Zeitung es weniger klar sieht: "… Stränge, die zu einem festen Knäuel zusammengewickelt werden, das nicht zu entwirren ist."
Stephanie Beisch von Stern.de meint dagegen: „Der Bodensee-‚Tatort‘ bedient ein Klischee nach dem anderen - und tut einer ganzen Region damit unrecht. Ein Versuch, den Schleier der falschen Authenzität zu lichten.“
Bei tittelbach.tv findet Volker Bergmeister, dass dieser Tatort „von Regisseur Patrick Winczewski durchaus spannend inszeniert und mit einem actionreichen Showdown versehen wurde. Nur ist die Geschichte arg konventionell geraten, kein Dialog ist überraschend und keine Figur wirklich interessant. Es bleibt also brav und beschaulich am Bodensee… “
Holger Gertz urteilt bei Sueddeutsche.de ähnlich wie der Stern: „‚Winternebel‘ ist das vollendete Desaster. Es muss kompletter Nebel im Raum gestanden haben, als der Film abgenommen worden ist. Keine Figur, die einem nahe kommt. Beweisstücke und Hinweise sind mit klobigstem Hammer in die Handlung getrieben. Null Drive, kein Sog.“